# Влосениця (Освенцимський повіт)
Влосениця (пол. Włosienica) — село в Польщі, у гміні Освенцим Освенцимського повіту Малопольського воєводства.
Населення — 1555 осіб (2011).

## Історія
У 1975—1998 роках село належало до Бельського воєводства, підпорядковувалося районній адміністрації в Освенцимі.

## Демографія
Демографічна структура станом на 31 березня 2011 року:
|          | Загалом | Допрацездатний вік | Працездатний вік | Постпрацездатний вік |
| -------- | ------- | ------------------ | ---------------- | -------------------- |
| Чоловіки | 773     | 182                | 514              | 77                   |
| Жінки    | 782     | 176                | 455              | 151                  |
| Разом    | 1555    | 358                | 969              | 228                  |